# Transición de género
La transición es el proceso de cambiar la presentación de género o las características sexuales de una persona para que concuerden con su sentido interno de identidad de género: la idea de lo que significa ser un hombre o una mujer, o ser no binario o genderqueer. Para las personas transgénero y transexuales, este proceso suele implicar una terapia de reasignación (que puede incluir la terapia de sustitución hormonal y la cirugía de afirmación de género), con lo que su identidad de género es opuesta a la de su sexo asignados al nacer. La transición puede implicar un tratamiento médico, pero no siempre lo implica. Los transformistas, las drag queens y los drag kings no suelen hacer la transición, ya que sus presentaciones de género variantes se adoptan (normalmente) sólo de forma temporal.
La transición comienza con una decisión de transición, motivada por la sensación de que la identidad de género de uno no coincide con el sexo que se le asignó al nacer. Una de las partes más comunes de la transición es salir del armario por primera vez. La transición es un proceso que puede durar entre varios meses y varios años. Algunas personas, especialmente las no binarias o las personas genderqueer, pueden pasar toda su vida en transición y pueden redefinir y reinterpretar su género a medida que pasa el tiempo. La transición suele comenzar donde la persona se siente cómoda: para algunos, esto comienza con su familia con la que tienen intimidad y llega a los amigos más tarde o puede comenzar con los amigos primero y la familia después. A veces, la transición se produce a diferentes niveles entre las distintas esferas de la vida. Por ejemplo, alguien puede hacer la transición lejos con la familia y los amigos antes de salir del armario en el trabajo.

## Terminología
La transición se confunde a veces con la cirugía de afirmación de género (SRS), pero ésta es sólo un elemento posible de la transición. Muchas personas que hacen la transición deciden no someterse a una cirugía de afirmación de género o no tienen los medios para hacerlo. Mientras que la cirugía de afirmación de género es un procedimiento quirúrgico, la transición es más holística y suele incluir cambios físicos, psicológicos, sociales y emocionales. Algunas personas transgénero y no binarias no desean someterse a una intervención quirúrgica para cambiar su cuerpo, pero realizan la transición de otras maneras.
Passing o pasar se refiere a ser percibido y aceptado por otras personas de forma coherente con la propia identidad de género. Este puede ser un aspecto de la transición, aunque algunas personas transgénero pueden optar por no pasar a propósito. No pasar, en este caso, puede acarrear una serie de consecuencias negativas, como el uso de un género erróneo, la violencia, el abuso y la negativa de los profesionales médicos a prestar los servicios adecuados.
Pasar a tiempo completo se refiere a una persona que vive su vida cotidiana como el género con el que se identifica. El paso de una persona puede estar limitado por restricciones de seguridad, legales o corporales. Por ejemplo, alguien que ha trabajado en un empleo como mujer puede sentir que no puede presentarse con seguridad como hombre y puede cambiar de trabajo en su lugar. Los profesionales de la salud mental que se rigen por las Normas de Atención para la Salud de las Personas Transexuales, Transgénero y No Conformes con el Género de la Asociación Profesional Mundial para la Salud Transgénero no suelen exigir que un paciente pase a tiempo completo durante al menos un año (un periodo de tiempo que suele denominarse "experiencia de la vida real" o "prueba de la vida real"), pero los profesionales de la salud mental que no se adhieren a esas directrices sí lo hacen, antes de recomendar la cirugía.
Pasar desapercibido significa vivir como un género sin que otras personas se den cuenta de que una persona es transgénero. Las personas trans suelen pasar desapercibidas en público, pero no con la familia, la pareja o los amigos íntimos. Ha habido muchos casos de personas que han vivido y trabajado con una identidad de género diferente de la que socialmente se suele atribuir a uno u otro sexo.[cita requerida]
Una transición social son los aspectos de la transición que implican cambios sociales, cosméticos y legales, sin tener en cuenta las intervenciones médicas. Las personas que realizan una transición social pueden pedir a los demás que se refieran a ellas por su nombre y pronombres preferidos, y algunas pueden cambiar legalmente su nombre.
La destransición es el proceso de cambiar la presentación de género o las características sexuales de una persona para que vuelvan a coincidir con su sexo asignado. La destransición también se ha denominado retransición, aunque retransición también puede significar volver a hacer la transición después de la destransición.

## Varios aspectos
La transición es un proceso complicado que involucra alguno o todos los aspectos de género de la vida de una persona, que incluyen la estética, los roles sociales, el estatus legal y los aspectos biológicos del cuerpo. Las personas pueden elegir elementos en función de su propia identidad de género, su imagen corporal, su personalidad, su economía y, a veces, las actitudes de los demás. Se recurre a cierto grado de experimentación para saber qué cambios se adaptan mejor a ellos. La transición también varía entre culturas y subculturas según las diferencias en la visión de las sociedades sobre el género.

### Aspectos sociales, psicológicos y estéticos
El proceso social de la transición comienza con la salida del armario, es decir, informando a otras personas de que uno se identifica como transgénero. A partir de ahí, la persona trans que acaba de salir del armario puede adoptar un nuevo nombre, y puede pedir a los demás que se refieran a ella utilizando un conjunto de pronombres diferentes a los anteriores; por ejemplo, un hombre trans pediría que se refirieran a él en lugar de a ella, o una persona genderqueer/no binaria podría pedir que se refirieran a ella o mediante pronombres de "género modificado" como elle. Las relaciones personales a menudo adquieren una dinámica diferente en función del género; lo que antes era una relación de género opuesto es ahora una relación del mismo género, y viceversa. Los roles de género y las expectativas sociales suelen cambiar a medida que avanza la transición. La estética y la moda son también una consideración común en la transición. Las personas en transición suelen cambiar el tipo de ropa y accesorios que llevan, se peinan de forma diferente y adoptan nuevas técnicas de aseo o maquillaje para mejorar su aspecto.
Las ideas de una persona sobre el género en general también suelen cambiar, lo que puede afectar a sus creencias religiosas, filosóficas y/o políticas.

### Aspectos jurídicos
En muchas partes del mundo, las personas transgénero pueden cambiar legalmente su nombre por otro que concuerde con su identidad de género. Algunas regiones también permiten cambiar el marcador de sexo legal en documentos como el permiso de conducir, los certificados de nacimiento y los pasaportes. Los requisitos exactos varían de una jurisdicción a otra; algunas exigen algún tipo de cirugía de afirmación de género, mientras que muchas no lo hacen. Además, algunos estados que exigen una cirugía de afirmación de género sólo aceptan la "cirugía de fondo", o una cirugía de reconstrucción genital, como forma válida de cirugía de afirmación de género, mientras que otros estados permiten otras formas de cirugía de afirmación de género para que las personas puedan cambiar la información en sus certificados de nacimiento

## Duelo por la identidad de género
En el transcurso de la transición de género, las personas cercanas a la persona en transición pueden experimentar una sensación de pérdida y pasar por un proceso de duelo. Este tipo de pérdida es una pérdida ambigua, caracterizada por sentimientos de duelo en los que el elemento de la pérdida es oscuro. Los sentimientos que surgen se describen como una forma de ver a la persona que hace la transición como la misma, pero diferente, o como presente y ausente a la vez.